# Bollnäs (Gemeinde)
Koordinaten: 61° 21′ N, 16° 24′ O

Bollnäs ist eine Gemeinde (schwedisch kommun) in der schwedischen Provinz Gävleborgs län und der historischen Provinz Hälsingland. Der Hauptort der Gemeinde ist Bollnäs.
Durch die Gemeinde führen die Hauptverkehrswege Reichsstraße 83 in Nord-Süd-Richtung und die Reichsstraße 50 (gen. Bergslagsdiagonalen) in West-Ost-Richtung sowie die Eisenbahnhauptlinie Stockholm – Ånge (Norra stambanan).

## Geographie
Die Gemeinde erstreckt sich teilweise am Fluss Ljusnan etwa 70 Kilometer von Norden nach Süden. Sie liegt im Vorland des Skandinavischen Gebirges. Waldbedeckte Höhen wechseln mit landwirtschaftlich genutzten Ebenen. Im Süden der Gemeine beginnt das schwedische Gebirgsland mit einem Tal namens "Norrlands porten" (Nordlandstor oder Tor des Nordens).

## Geschichte
Bollnäs wurde 1312 erstmals von einem Vikar namens Ingemund erwähnt, der den Ort als Baldenaes bezeichnete. Bollnäs erhielt 1942 das Stadtrecht als die Orte Bollnäs und Björkhamre sich zu einer Stadt vereinigten. Den heutigen Umfang erhielt die Gemeinde mit der Gebietsreform 1974, als die Stadt Bollnäs mit drei kleineren Gemeinden zusammengelegt wurde.

## Wirtschaft
Land- und Forstwirtschaft spielen in einigen Gemeindeteilen eine wichtige Rolle. Die Gemeinde ist mit Industriestandorten in Arbrå, Bollnäs und Kilafors nur schwach industrialisiert. Dagegen ist der Dienstleistungssektor stark entwickelt.

## Orte
Diese Orte sind größere Ortschaften (tätorter):
- Arbrå
- Bollnäs
- Freluga
- Hällbo
- Kilafors
- Lottefors
- Rengsjö
- Segersta
- Sibo
- Vallsta

Daneben gibt es noch weitere kleinere Dörfer.